# Павлівка (Черкаський район)
Павлі́вка —  село в Україні,у Черкаському районі Черкаської області, підпорядковане Степанецькій сільській громаді. Населення становить 301 осіб. Розташоване за 2 км від залізничної станції Таганча.

## Історія
Село з'явилося на карті як хутір на початку 1920 року на території панської економії "Рокити", що належала графу Бутурліну. На території сучасного  села Павлівка знаходилась корчма, яка стояла на шляху між двома селами Іванівка та Ємчиха. Також існувала сторожова вежа (часів козацтва), це укріплення розташовувалось за 1,5 км на північ від сучасного села і використовувалось для спостереження, оборони та схову коней.
У 1937 р. створене колективне господарство "Нове життя". Тоді ж було відкрито 4-річну школу, де у двох кімнатах у дві зміни навчалися учні.
У роки голодомору 1932-1933 рр. померло 54 особи. У роки НРВ мешканці села пішли на фронт, 39 з низ загинуло, 25 нагороджено орденами та медалями.
У 1958 році місцеве господарство об'єдналося з колгоспом ім. Федоренко с. Мельники.
За сумлінну працю нагороджені такі жителі села: Є. П. Клименко, І.О. Шевченко, В,О, Бойченко, Н.А. Заболотний, О.Я. Слупська.
Павлівка є батьківщиною Г.Ю. Клименка - повного кавалера ордена Слави.
З 1930 по 1998 р в селі проживав М.О. Рябошапка - народний умілець
На сьогодні в селі діють:  ФП, сільський клуб, бібліотека, магазин.